# Far Longer Than Forever
Far Longer than Forever (с англ. — «Больше, чем вечно; Дольше, чем вечность») — основная тематическая песня мультипликационного фильма Ричарда Рича «Принцесса-лебедь», написанная композитором Лексом де Азеведо на слова, написанные совместно с Дэвидом Зиппелем. Вошла в сборник саундтреков The Swan Princess: Music From The Motion Picture. В 1995 году на 52-й церемонии была номинантом на премию «Золотой глобус» за лучшую песню.

## Содержание
Лирика песни повествует об отношениях между двумя влюблёнными, которые, хотя они и находятся вдали друг от друга, тем не менее верят, что их любовь в конечном итоге вновь соединит их. В сюжете мультфильма принцесса Одетт и принц Дерек клянутся любить друг друга, несмотря на то, что расстояние и обстоятельства разделяют их. Кроме того, они искренне верят, что их общая любовь способна преодолеть любые препятствия.

## Исполнение
В вышедшем в 1994 году мультфильме «Принцесса-лебедь» песня исполнялась Лиз Каллауэй (вокальное озвучивание принцессы Одетт) и Говардом Макгиллином (голосовое и вокальное озвучивание принца Дерека). В титрах песню исполнили Реджина Белль и Джеффри Осборн. В качестве аккомпанемента выступили Майкл Томпсон (гитара) и Робби Бьюкенен (аранжировка, синтезатор, клавишные, басы, ударные). Оба исполнения вошли в сборник саундтреков The Swan Princess: Music From The Motion Picture; кроме того, песня Белль Eternity выступает в качестве «стороны Б» к Far Longer than Forever. На русском языке песня исполнялась в дубляже киностудий «Нева-1» («Тебя давно люблю я»; 1998 год; актёры дубляжа — Станислав Концевич и Татьяна Михалёвкина) и «Эй-Би Видео» («Навеки образ нежный»; 2004 год; актёры дубляжа — Владимир Вихров и Ольга Голованова).
В 1997 году в сиквеле «Принцесса-лебедь: Тайна замка» Мишель Никастро (голосовое озвучивание принцессы Одетт) и Кеннет Коуп исполнили репризу песни.
В вышедшей в 2018 году восьмой части мультфильма — «Принцесса-лебедь: Королевская тайна», куплет с припевом исполнила Нина Герцог (голосовая и вокальная озвучка принцессы Одетт). В ноябре того же года на своём официальном YouTube-канале Герцог разместила собственный видеоклип с полным исполнением песни.

## Оценки
Кинокритик Кэрин Джеймс в The New York Times отметив, что прозвучавшие в мультфильме песни Де Азеведо и Зиппеля являются подражанием Алану Менкену и Ховарду Эшману, высказала мнение, что Far Longer than Forever «даже перекликается с первыми пятью нотами „Beauty and the Beast“», хотя и указывает, что «песни, начиная с баллад и заканчивая мелодиями, навеянными бродвейским представлением, хорошо служат повествованию».
Кинокритик The Seattle Times Джон Хартл в Wilmington Morning Star отметил, что Far Longer than Forever это «самая притягательная поп-песня» в мультфильме.
Историк мультипликации Джерри Бек указывает, что в мультфильме «песни завораживают, в особенности Far Longer than Forever».